# Kranestein
Kranestein is een stadskasteel in de Nederlandse stad Utrecht.
Dit grote stenen weerbare huis is in de 14e eeuw aan de Oudegracht 53-55 gebouwd voor de familie De Craen. Het is een samengesteld diep bouwwerk dat bestaat uit een hoofdgebouw (Groot Cranesteyn op nummer 53), met aangrenzend twee bijbehorende zijhuizen (in ieder geval aan de voorzijde Klein Cranesteyn op nummer 55). Oorspronkelijk was het huis voorzien van een weergang en kantelen. Net als het merendeel van de andere Utrechtse stadskastelen ligt Kranestein ook langs de Oudegracht, dit stadskasteel is daarin een van de meest noordelijke. Kranestein is gebouwd op een 13 meter breed bij minstens 55 meter diep perceel. Onder de huizen en het niet bebouwde gedeelte van het perceel liggen zeven kelders. Aan de grachtzijde bevinden zich twee werfkelders.
Het pand werd door de eeuwen heen onder meer gebruikt als woonhuis en pakhuis. Tussen circa 1579 en 1740 was het tevens in gebruik door een brouwerij die ook wel bekend kwam te staan als De Werelt. Deze naam werd in elk geval in de 19e eeuw nog gebruikt toen er onder meer de familie Van Rheden woonde. In de 20e eeuw vonden kunstenaars er onderdak en Gerrit Rietveld had hier tussen 1933 en 1964 zijn bureau. Gaandeweg de geschiedenis is het stadskasteel vele malen verbouwd. De voorgevel van het hoofdgebouw dateert uit de 18e eeuw.

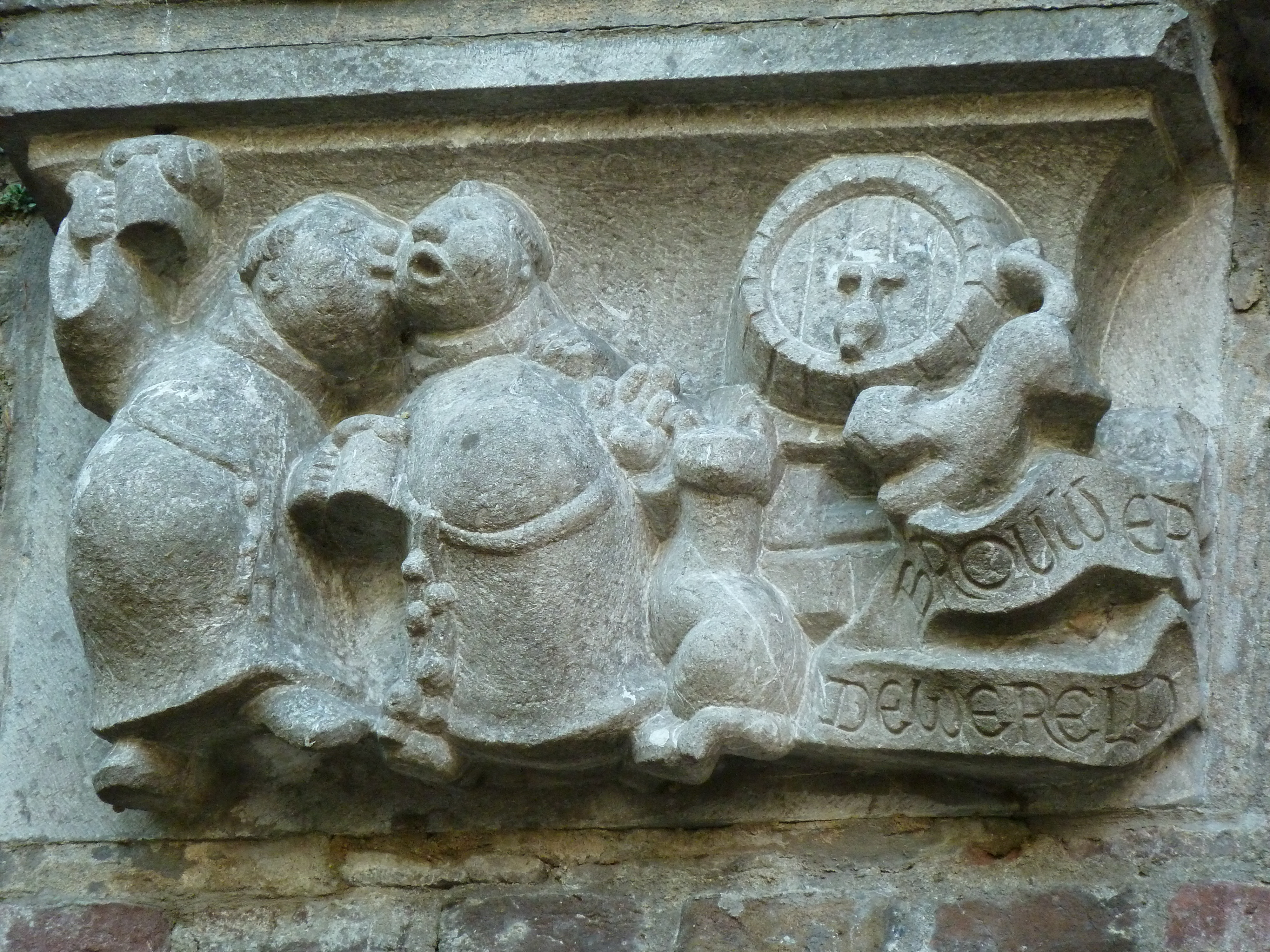
Console aan de Oudegracht, Brouwerij de Wereld

Blankenburg · 
Blijdenstein · 
Clarenburg · 
Compostel · 
Den Ouden Puth · 
Drakenburg ·
Fresenburch · 
Groenewoude ·
Huis Pallaes ·
Keyserrijk ·
Kranestein · 
Lichtenberg ·
Leeuwenberg · 
Lombardenhuis of Het Keijserswapen ·
Oudaen · 
Payenborg · 
Proeysenburch ·  
Putruwiel · 
Rodenburg · 
Schaffenburg · 
Ten Hert of Het Hertenhuis · 
Ten Putten ·
Valckenstein of De Zon